# Vinterdage
Vinterdage er debutalbummet fra den danske sangerinde Søs Fenger, der udkom i 1989 på Genlyd. Albummet solgte 150.000 eksemplarer.

## Spor
| #   | Titel                                           | Sangskriver(e)                           | Producer(e)                                | Længde |
| --- | ----------------------------------------------- | ---------------------------------------- | ------------------------------------------ | ------ |
| 1.  | "Holder øje med dig"                            | Igor Mortis, Elisabeth Gjerluff Nielsen  | Per Frost, Fenger[a]                       | 3:57   |
| 2.  | "Vinterdage"                                    | Peter A.G. Nielsen                       | Peter A.G. Nielsen, Fenger[a]              | 3:11   |
| 3.  | "Hvor end jeg går hen" (med Peter A.G. Nielsen) | Peter A.G. Nielsen                       | Billy Cross, Peter A.G. Nielsen, Fenger[a] | 3:26   |
| 4.  | "De vilde hjerters tid"                         | Fred Marrone, Fenger                     | Frost, Fenger[a]                           | 3:37   |
| 5.  | "Gi mig en elskovsnat"                          | Sanne Salomonsen, Fenger                 | Cross, Fenger[a]                           | 2:52   |
| 6.  | "Crying in the Rain"                            | Boudleaux & Felice Bryant                | Cross, Fenger[a]                           | 0:49   |
| 7.  | "Hvis du vil ha' mig"                           | Fenger                                   | Thomas Helmig, Fenger[a]                   | 3:10   |
| 8.  | "Even Cowgirls Get the Blues"                   | Rodney Crowell                           | Cross, Fenger[a]                           | 3:56   |
| 9.  | "Give Time"                                     | Søren Nørregaard                         | Nørregaard, Fenger[a]                      | 4:12   |
| 10. | "Kärlekens hav"                                 | Marie Bergman, Lotta Bromé, Morten Wulff | Wulff, Fenger[a]                           | 3:27   |
| 11. | "Blomstrende jasminer"                          | Elith Worsing                            | Fenger[a]                                  | 3:21   |
| 12. | "Du tager fejl!"                                | Abdullah S, Fenger                       | Abdullah S, Mads Michelsen, Fenger[a]      | 4:04   |

Noter
- ↑[a] angiver co-producer